# Le Moustier
Le Moustier is een archeologische vindplaats, bestaande uit twee abri's (overhangende rotswanden) in Peyzac-le-Moustier, Dordogne, Frankrijk, in het gebied nabij Les Eyzies waar veel archeologische vondsten zijn gedaan van mensenresten en stenen werktuigen uit de prehistorie. 
Sinds 1863 werden hier opgravingen verricht door de Britse archeoloog Henry Christy en de Fransman Édouard Lartet.
Aan het plaatsje werd de naam ontleend voor de moustérien-gereedschapscultuur. 
Onder de twee abri's werden behalve stenen werktuigen ook prehistorische menselijke resten opgegraven. 
Le Moustier is sinds 1975 een van de vijftien beschermde "Prehistorische locaties en beschilderde grotten in de Vézèrevallei" op de Werelderfgoedlijst van UNESCO.
Het eerste onderzoek in de eerste hoger gelegen rotsschuilplaatsen werd uitgevoerd door Édouard Lartet en Henry Christy in 1860, en later door Maurice Bourlon, Otto Hauser en Denis Peyrony.
De eerste opgravingen in de lager gelegen tweede schuilplaats waren die van Otto Hauser in 1907. 

## Le Moustier 1:De jongeling van Le Moustier

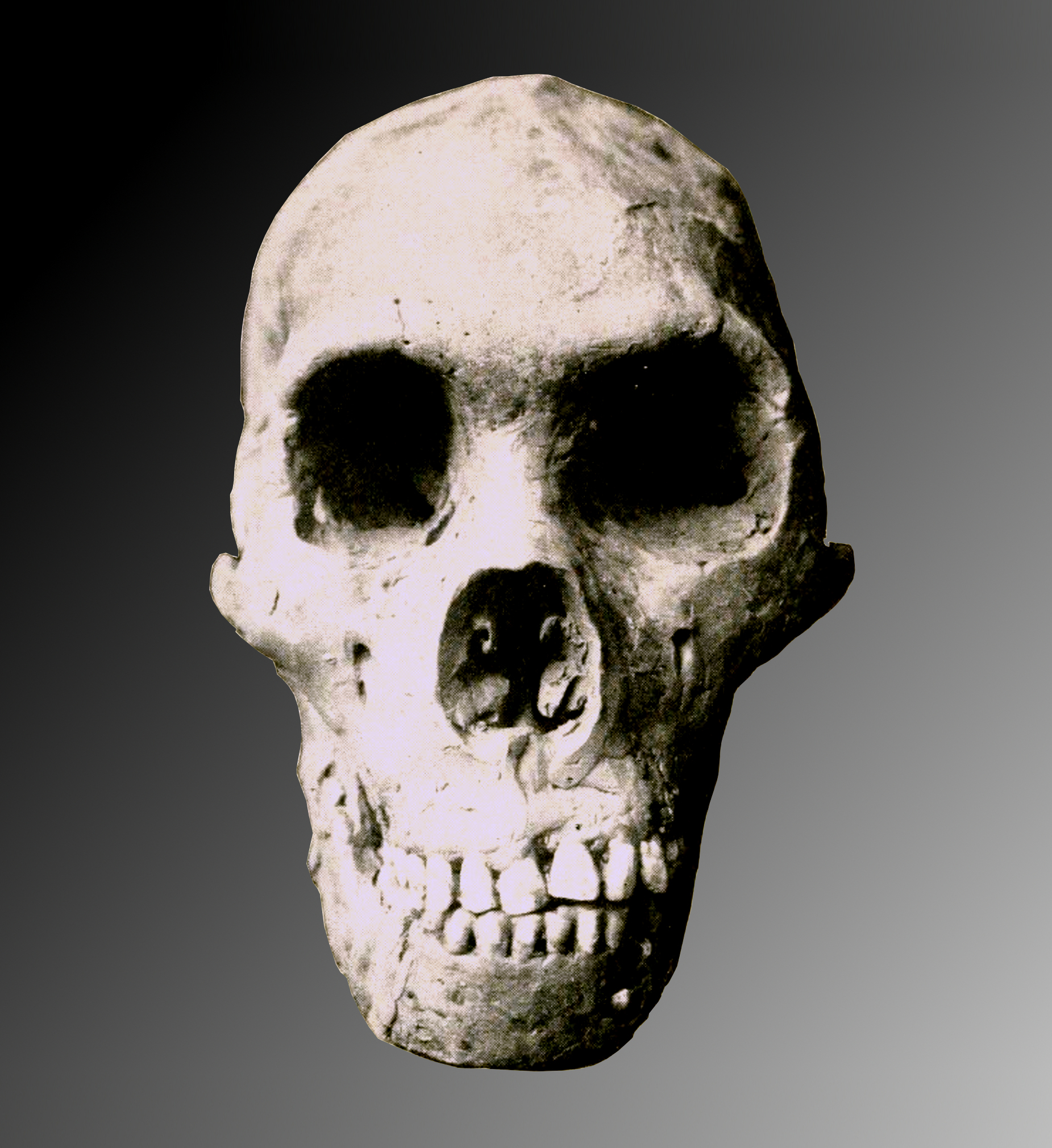
de schedel Moustier-1 in 1919

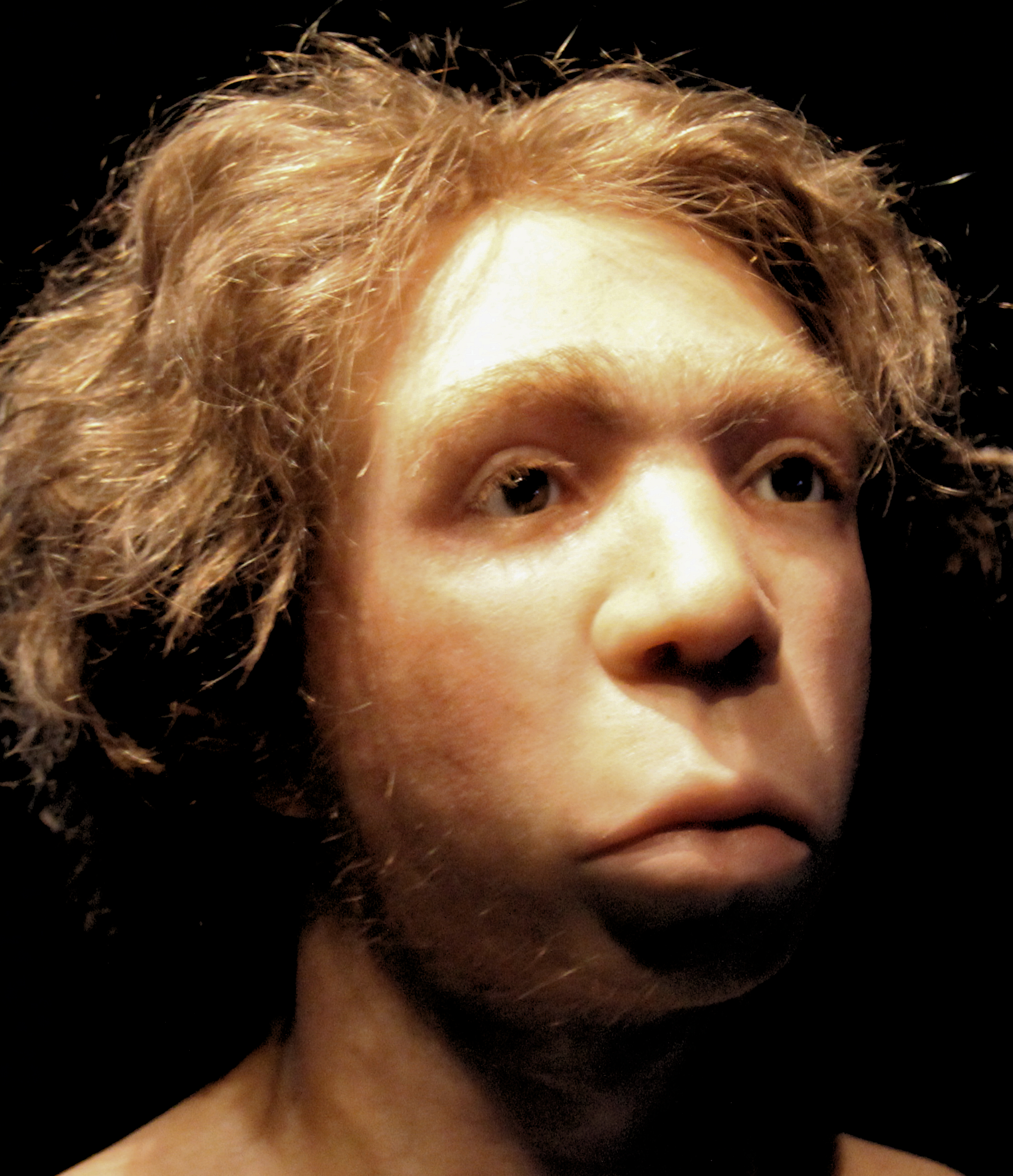
gezichtsreconstructie

Het meest bekend is de vondst in 1908 door de Zwitserse archeoloog Hauser van een van de eerste vrij volledige gefossiliseerde skeletten van een neanderthaler werd ontdekt, dat wetenschappelijk zou worden beschreven door de Duitse paleoantropoloog Hermann Klaatsch. Het betrof een jonggestorven mannelijk individu, dat bekend werd als 'De jongeling van Le Moustier'. Samen met het skelet van de Oude man van La Chapelle-aux-Saints was deze vondst een doorbraak voor de kennis omtrent de morfologie van de neanderthaler. Beide vondsten waren het resultaat van gerichte archeologische opgravingen, brachten het opzienbarende feit aan het licht dat het graven betrof. Eerdere vondsten van fossiele resten van deze prehistorische mens, zoals de skeletresten in het Neanderdal en de later pas als zodanig herkende schedel te Gibraltar, waren toevallig gedaan, waardoor weinig bekend was omtrent de precieze omstandigheden. Nu bleek dat de neanderthalers hun doden begroeven en derhalve een vorm van geestelijk leven kenden. Het lichaam van deze jong gestorven neanderthaler was in slaaphouding begraven, met het hoofd op een soort stenen kussen of ondersteuning, een polstering van vuursteenstukken, en in dit graf waren een vuistbijl en een schraper als grafgiften meegegeven.
De ouderdom van dit skelet van Le Moustier werd door vinder Hauser ruw gechat op 100.000 jaar of mogelijk zelfs 140.000 jaar, maar wordt tegenwoordig aan de hand van de betere archeologische dateringsmethoden gehouden op minder dan 45.000 jaar. Karakteristiek voor deze vondst bleken diverse kenmerken van de schedel, namelijk een grote neusholte en een iets minder ontwikkelde wenkbrauwboog en torus occipitalis, zoals kan worden verwacht in een juveniele neanderthaler. Omdat er ter plekke later nog meer menselijke resten werden gevonden staat het skelet tegenwoordig bekend als Le Moustier 1. Klaatsch had reeds een hypothetische reconstructie van de schedel van de neanderthalmens vervaardigd. Omdat van de neanderthaler nog geen enkele compleet behouden schedel was gevonden, baseerde hij zich daarbij op de schedelfragmenten die waren gevonden in het Neanderdal, in Spy en in Krapina en deze vondst van Hauser leek de juistheid van deze reconstructie te bevestigen.
De vondst werd door Hauser en Klaatsch aanvankelijk "Homo moustériensis Hauseri" genoemd. Samen met een skelet van een cro-magnonmens werd de vondst door Hauser verkocht aan een museum in Berlijn.
Het gebouw waar het skelet werd tentoongesteld werd aan het einde van de Tweede Wereldoorlog gebombardeerd. Grote delen van het skelet gingen daarbij verloren. Pas in de jaren 70 werden de bewaarde skeletdelen onderzocht; er waren nog 13 fragmenten. Tijdens de laatste oorlogsjaren was de schedel apart bewaard. Na de oorlog bracht het Rode Leger de schedel met andere collecties naar de Sovjet-Unie. In 1958 keerde dit materiaal terug naar de Berlijnse collecties. De beschadigde schedel werd echter pas in 1965 door een museummedewerker geïdentificeerd aan de hand van oude illustraties. In 1996 werd deze gereconstrueerd. Een ontdekking in 2021 bracht het aantal bekende afgietsels van het skelet op zeven.

## Le Moustier 2
In mei 1914 ontdekte Peyrony het skelet van een jong neanderthaler-kind - een baby van 4 maanden die bekend staat als Le Moustier 2. Deze vondst werd opgeslagen in het Musée des Eyzies en vergeten tot de herontdekking in 1996 en de studie ervan door B. Maureille in 2022. Er werd een virtuele reconstructie van de schedel van deze pasgeborene uitgevoerd. Daardoor werd het mogelijk de endocraniële inhoud en vorm bij de geboorte bij neanderthalers en anatomisch moderne mensen met elkaar te vergelijken.